# Stefan D'Bart
Stefan D'Bart es un actor, productor, escritor y modelo inglés.

## Carrera
En el 2009 ontuvo pequeños papeles en las películas Three and Out y en Whatever It Takes.
En el 2010 apareció en los cortometrajes Talk donde interpretó a Eloise y a Johnny en Seductiion. 
En el 2011 apareció en la película Documental y en la película de terror The Hike donde interpretó a Adam junto a Barbara Nedeljakova.
En el 2012 fue coproductor de la película Dickens and Isabella-

## Filmografía
- Películas.:

| Año  | Título            | Personaje                  | Notas                                                                                  |
| ---- | ----------------- | -------------------------- | -------------------------------------------------------------------------------------- |
| 2011 | The Hike          | Adam                       | junto a Tamer Hassan, Barbara Nedeljakova, Daniel Caren, Jemma Bolt & Shauna Macdonald |
| 2011 | Documental        | Tan                        | junto a Steve Coogan, Danny Sapani, Justin Theroux & Greg Wise                         |
| 2009 | Seduction         | Johnny                     | corto - junto a Jennifer Thompson                                                      |
| 2010 | Talk              | Michael                    | corto - junto a Emma Rigby                                                             |
| 2009 | Whatever It Takes | Estilista de Daisy         | junto a Shane Richie, Gary Lucy, Amy Beth Hayes, Lucy Gaskell & Eva Alexander          |
| 2009 | Three and Out     | Hombre en Tienda de Libros | junto a Gemma Arterton & Mackenzie Crook                                               |

- Productor.:

| Año  | Título               | Notas        |
| ---- | -------------------- | ------------ |
| 2012 | Dickens and Isabella | co-productor |
| 2012 | The King's Men       | co-productor |
| 2012 | The New Bromantics   | co-productor |

- Documental.:

| Año         | Título                  | Personaje | Notas        |
| ----------- | ----------------------- | --------- | ------------ |
| 2005 - 2008 | Brainiac: Science Abuse | Dolly Boy | 31 episodios |